# Dengzhou
Dengzhou (邓州 ; pinyin : Dèngzhōu) est une ville de la province du Henan en Chine. C'est une ville-district placée sous la juridiction de la ville-préfecture de Nanyang.

## Démographie
La population du district était de 1 473 247 habitants en 1999.